# Faig Rodó
El Faig Rodó és una muntanya de 1.020 metres que es troba al municipi de Sant Aniol de Finestres, a la comarca catalana de la Garrotxa.